# Vicellous Reon Shannon
Vicellous Reon Shannon (Memphis, 11 aprile 1971) è un attore statunitense.

## Filmografia

### Cinema
- Massima copertura (Deep Cover), regia di Bill Duke (1992)
- Piccoli grandi eroi (D2: The Mighty Ducks), regia di Sam Weisman (1994)
- Effetti collaterali (Senseless), regia di Penelope Spheeris (1998)
- Giovani, pazzi e svitati (Can't Hardly Wait), regia di Harry Elfont e Deborah Kaplan (1998)
- Hurricane - Il grido dell'innocenza (The Hurricane), regia di Norman Jewison (1999)
- Sotto corte marziale (Hart's War), regia di Gregory Hoblit (2002)
- Shackles - Benvenuti alla scuola dei duri (Shackles), regia di Charles Winkler (2005)
- Annapolis, regia di Justin Lin (2006)
- Animal 2, regia di Ryan Combs (2008)
- The Recall, regia di Mauro Borrelli (2017)
- 2030 - Fuga per il futuro (The Humanity Bureau), regia di Rob W. King (2017)
- Distorted, regia di Rob W. King (2018)

### Televisione
- MacGyver - serie TV, episodio 7x11 (1991)
- L.A. Law - Avvocati a Los Angeles (L.A. Law) - serie TV, episodio 7x03 (1992)
- La famiglia Brock (Picket Fences) - serie TV, episodio 3x06 (1994)
- Mantide (M.A.N.T.I.S.) - film TV, regia di Eric Laneuville (1994)
- Chicago Hope - serie TV, episodio 1x11 (1995)
- Beverly Hills 90210 - serie TV, episodio 5x27 (1995)
- Cinque in famiglia (Party of Five) - serie TV, episodio 2x04 (1995)
- Il cliente (The Client) - serie TV, episodio 1x17 (1996)
- Ultime dal cielo (Early Edition) - serie TV, episodio 2x06 (1997)
- Il tocco di un angelo (Touched by an Angel) - serie TV, episodio 3x24 (1997)
- NYPD - New York Police Department (NYPD Blue) - serie TV, episodio 4x22 (1997)
- Pensacola - Squadra speciale Top Gun (Pensacola: Wings of Gold) - serie TV, episodio 2x09 (1998)
- Giudice Amy (Judging Amy) - serie TV, episodio 1x21 (2000)
- 24 - serie TV, 13 episodi (2001-2002)
- Senza traccia (Without a Trace) - serie TV, episodio 2x08 (2003)
- JAG - Avvocati in divisa (JAG) - serie TV, 3 episodi (2003-2004)
- The Guardian - serie TV, 4 episodi (2003-2004)
- Dr. House - Medical Division (House M.D.), episodio 2x05 (2005)
- CSI - Scena del crimine (CSI: Crime Scene Investigation) - serie TV, 3 episodi (2006-2007)
- The Mentalist - serie TV, episodio 5x09 (2012)
- Bones - serie TV, episodio 9x03 (2013)

## Doppiatori italiani
Nelle versioni in italiano delle opere in cui ha recitato, Vicellous Reon Shannon è stato doppiato da:
- Fabrizio Vidale in Hurricane - Il grido dell'Innocenza, Annapolis
- Simone Crisari in 24, The Mentalist
- Stefano Crescentini in Cold Case - Delitti irrisolti (nel 2003),[1] The Shield
- Paolo Vivio in CSI - Scena del crimine, Bones
- Nanni Baldini in Cold Case - Delitti irrisolti (nel 2004)[1]
- Franco Mannella in Sotto corte marziale
- Marco Baroni in Dr. House - Medical Division
- Roberto Gammino in Shackles - Benvenuti alla scuola dei duri

## Riconoscimenti
Nel 2002 ha avuto una nomination per uno Black Reel per l'interpretazione in Dancing in September